# Bệnh sán lá ruột lợn
Bệnh ấu trùng sán lợn hay bệnh lợn gạo là bệnh truyền nhiễm ở mô gây ra bởi ấu trùng sán lợn (cysticercus) sán dây lợn (Taeniasolium). Người nhiễm bệnh thường có rất ít hoặc không có triệu chứng trong nhiều năm, có những u chắc không đau khoảng 1–2 cm ở dưới da và ở cơ, hoặc có triệu chứng thần kinh nếu não bị ảnh hưởng. Sau nhiều tháng hay nhiều năm các u này chuyển sang đau và sưng phù rồi hết sưng. Ở các nước đang phát triển, tình trạng u hết phù chính là một trong những nguyên nhân thường gặp nhất gây co giật.